# 張炳斗
張炳斗（1938年—2022年），山東萊西朴木镇人，中華人民共和國武術家、作家，太极梅花螳螂拳第七代传人，第七届青岛市政协委员。

## 生平
1938年出生，其父親张修山、祖父张文英、外祖父李昆山都是武術名家。1944年起隨外祖父李昆山習武五年。1947年移居青島，先後師從王玉山、孙玉君、刘景山等武術家習武。
1980年代，他根據螳螂拳歷史創作了長篇小說《螳螂拳史演义》，署名“云鹤涧客”，該書發行400多万套，改编连环画发行350多万套。1982年，擔任山東電視台電視劇《武松》的武打设计，同時還在該劇中出演飞天蜈蚣王道人一角。1985年，張炳斗得到山东省武术协会的支持，開辦太极梅花螳螂拳的函授班，其來自全國各地的學員達三千多人。1987年應美国华林寺之邀到奧蘭多、旧金山等地講學。

## 著作
撰有《太极梅花螳螂拳讲义》、《太极梅花螳螂拳体用全书》等書籍，长篇小说《螳螂拳史演义》（又名《王郎传奇》）、《情天恨海》。